# Fuerte de Nauders

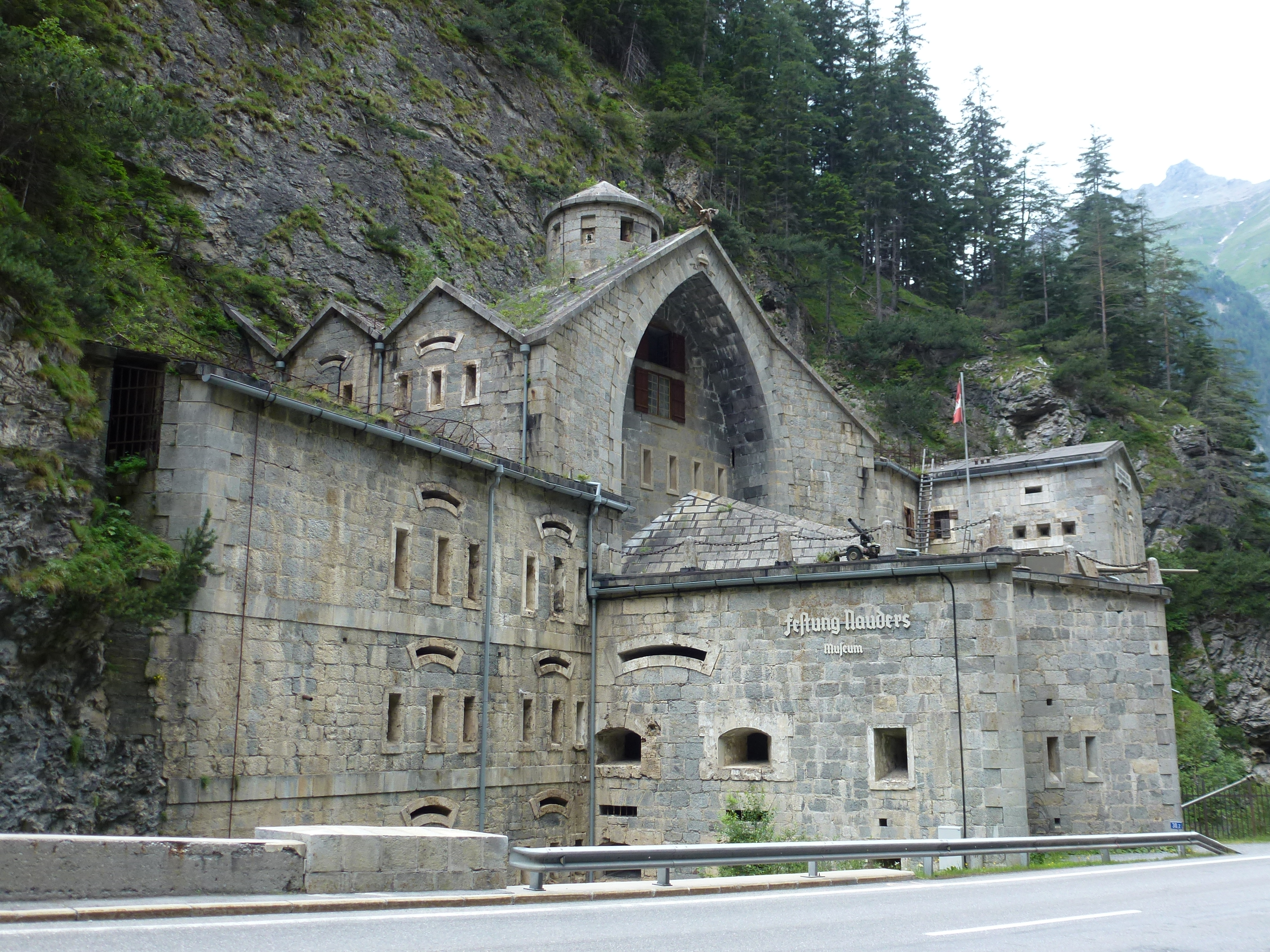
Vista del fuerte desde el sur

El Fuerte de Nauders (en alemán: Festung Nauders o Straßensperre Nauders, lit. Óbice/Barrera de Nauders) es una fortificación austríaca del siglo XIX situada a 2,5 km al noroeste del pueblo de Nauders, en el distrito de Landeck, estado de Tirol. Durante la Primera Guerra Mundial fue la fortificación guarnecida más antigua del frente austrohúngaro, y es en la actualidad la única antigua fortificación de la cadena sur de barreras defensivas que aún se encuentra en suelo austríaco.
El fuerte sigue hoy por hoy en perfecto estado de conservación bajo el auspicio del Museo de la Fortaleza de Nauders, que ocupa sus dependencias. Más hacia el sur, a unos 280 metros carretera abajo, se encuentra el Museo de Blindados de la Fortaleza de Nauders (Panzermuseum Festung Nauders).

## Descripción
La fortificación fue construida entre 1834 y 1840 sobre la base de una antigua muralla defensiva tallada en la roca que bloquea el paso de Finstermünz (Finstermünzpass), un desfiladero de los Alpes Centrales Orientales, de unos 1500 m s. n. m., cerca de la frontera suiza y no lejos de la italiana; de ahí que tradicionalmente su nombre ha incluido la palabra sperre —«óbice» o «barrera» (como otras estructuras austríacas de su tipo)—, si bien actualmente se conoce más como Fortaleza de Nauders (oficialmente se emplea la palabra alemana Festung, ‘fortaleza’). Está situada a la salida de una doble curva que protege el acceso y no permite ataques directos de tropas enemigas, por lo que era considerada desde su concepción prácticamente inexpugnable (de hecho, ni siquiera fue directamente expuesta a fuego enemigo durante la Gran Guerra, hecho que ha contribuido a su buen estado de conservación). Su posición se consideraba estratégica pues defendía un hipotético acceso al Tirol del Norte desde esta dirección. Por su ubicación, también es conocida como Sperre Hochfinstermünz (barrera del Alto Finstermünz).

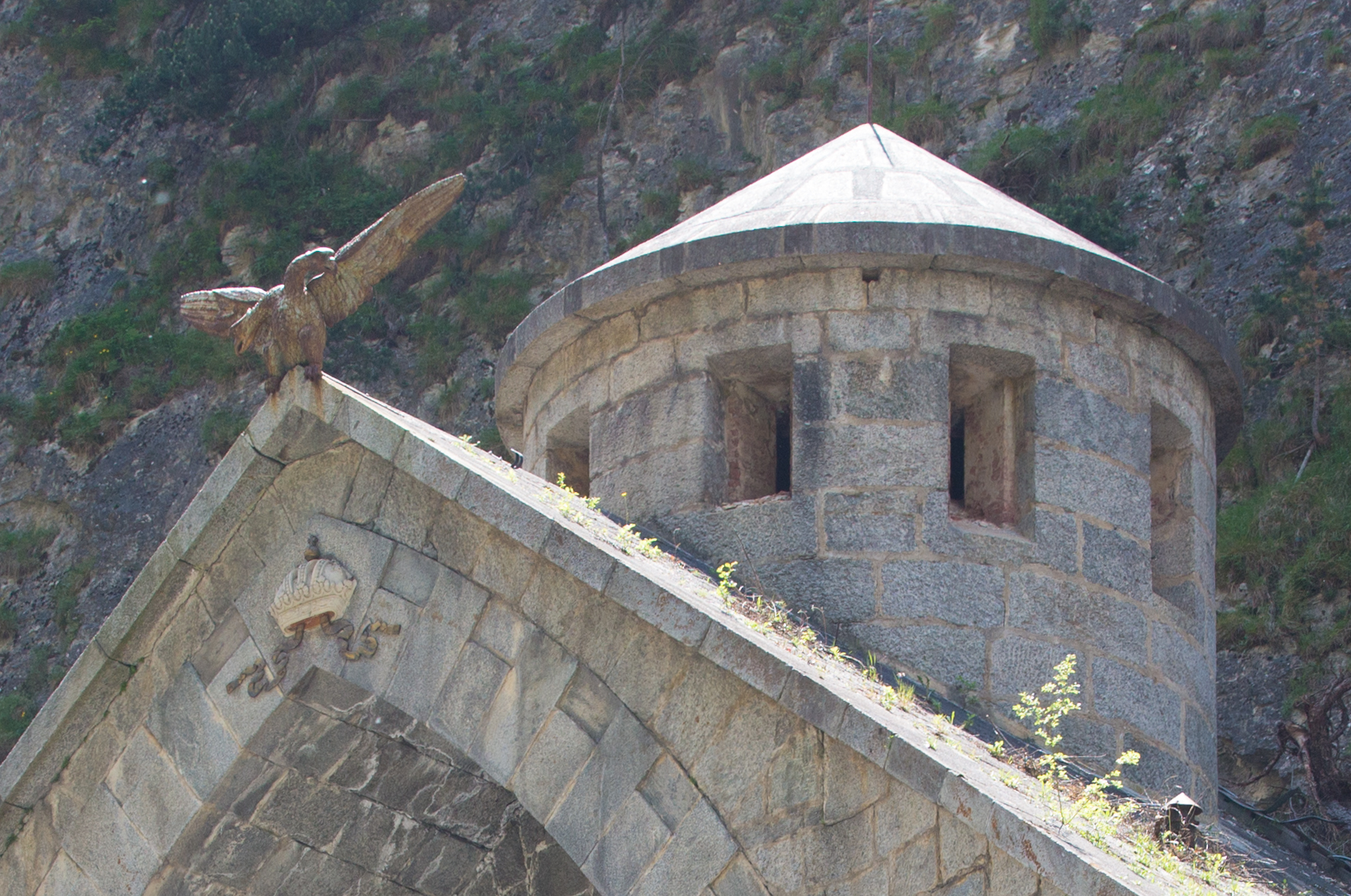
El hastial coronado con la estatua de un águila con las alas extendidas mirando hacia la dirección del enemigo. Por debajo queda estampada en relieve una representación de la corona condal.

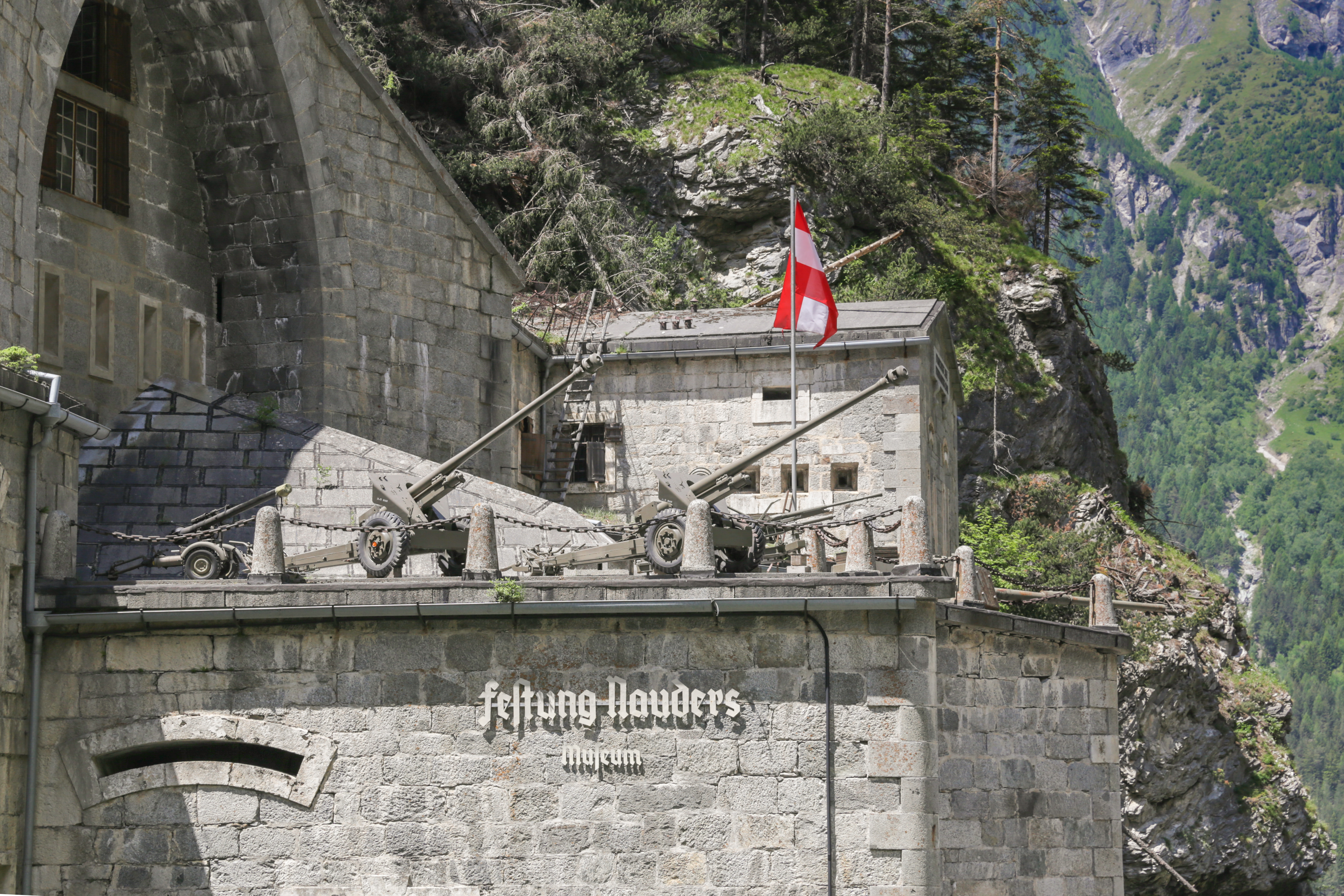
Exhibición al aire libre del armamento del fuerte; debajo se ve el logo de la fundación que gestiona el museo.

La fortificación bloqueaba el camino desde el Reschenpass en varias direcciones, hacia Landeck, Vorarlberg e Innsbruck. Su capacidad defensiva no terminaba ahí, pues además cubría a ambos lados del desfiladero, con lo que contaba con una clara línea de fuego hacia el norte. Fue diseñada dando gran importancia al equilibrio arquitectónico, que facilitaba a la vez su funcionalidad como estructura defensiva. Su construcción se ajustaba de forma idónea a las condiciones topográficas en las que se encuentra la roca, en la que está literalmente enclavada.

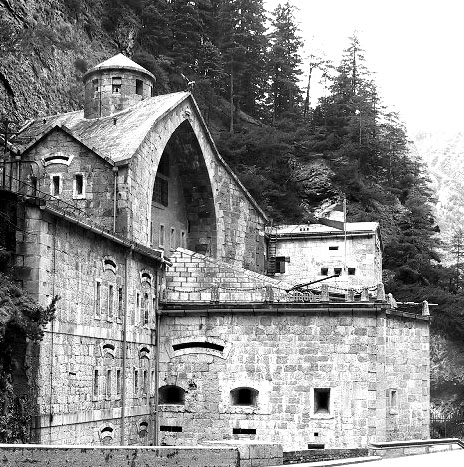
El sur de la fortaleza durante la Primera Guerra Mundial.

Los planes de construcción corrieron a cargo del teniente de mariscal de campo (Feldmarschalleutnant) Franz von Scholl, quien también había diseñado la fortaleza de Verona, en el Véneto (que estaba bajo dominio austríaco entre 1814 y 1866) y el fuerte de Fortezza (en el Bolzano-Tirol del Sur, entonces también bajo dominio austríaco). El ingeniero jefe de la obra fue el mayor general Georg Eberle, conocido por haber sido también el ingeniero jefe de la construcción de la bundesfestung (fortaleza confederada) de Rastatt.
El diseño de la estructura se ajustaba a los tiempos, basado en mampostería, con los paramentos diseñados para aguantar el impacto de explosiones moderadas. Los barracones, ubicados en la parte interior —en el lado opuesto a la carretera—, a 20 metros roca adentro, fueron diseñados para alojar a 40 hombres y su equipo; si bien no se sabe con certeza si esta dotación era constante, o siquiera si el lugar estaba permanentemente dotado de tropas (cosa poco probable).

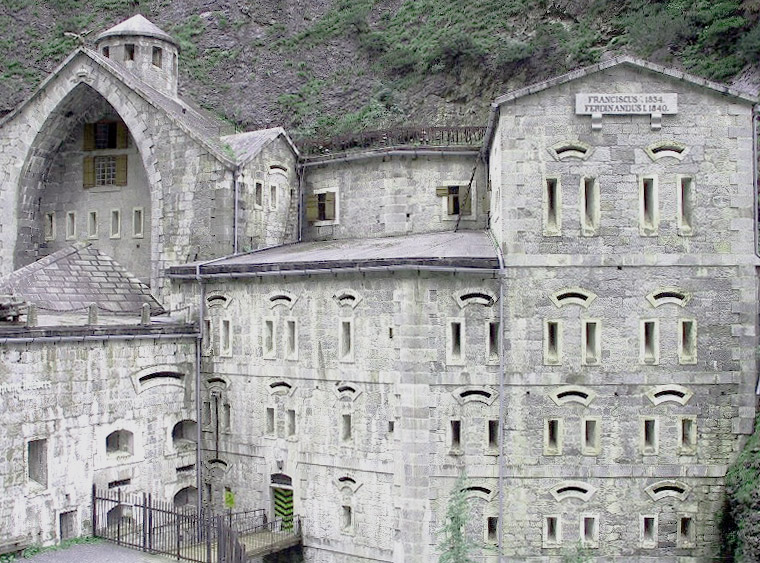
Panorámica reducida de la fachada del fuerte de Nauders

En el frontón del hastial en el lado norte puede leerse una inscripción en latín que hace referencia a los dos emperadores austríacos, bajo cuyo reinado fue erigida la estructura: Francisco I (1834), último emperador del Sacro Imperio Romano Germánico y primero de Austria, y su sucesor, Fernando I (1840).

## Primera Guerra Mundial

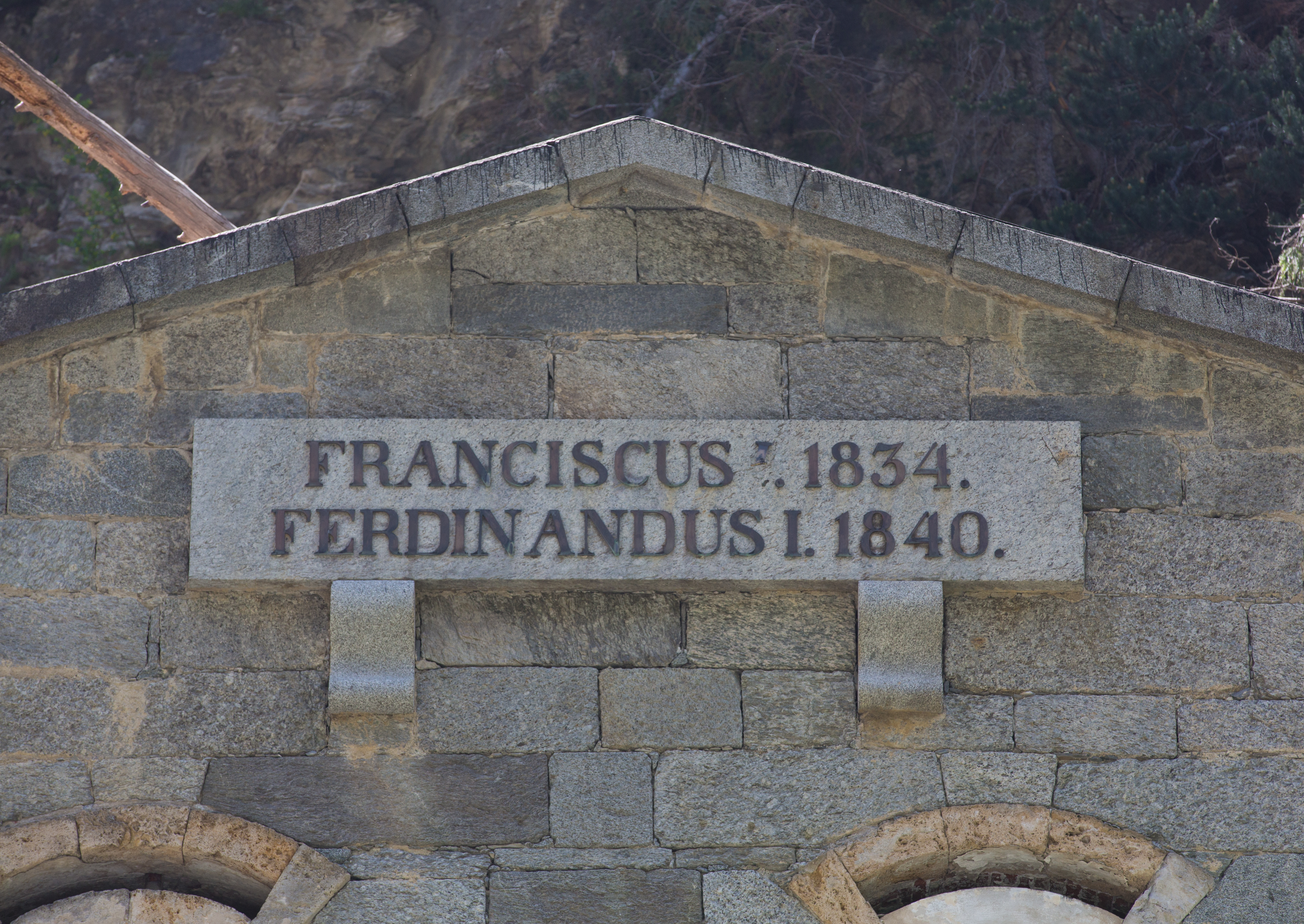
La losa original con la inscripción de los nombres de los emperadores Francisco I y Fernando I.

Tras el estallido la guerra, se daba gran importancia a los «fuertes-barrera» erigidos en varios puntos de los Alpes austríacos. En el caso de Nauders, las tropas austríacas constataron que la parte saliente de la estructura estaba a prueba de granadas (el arma explosiva más usada por las tropas de infantería). Si bien, teóricamente, solo la parte de la estructura directamente empotrada en la roca estaba a prueba de bombardeos más intensos, lo cierto es que un bombardeo directo no era posible por la ubicación del fuerte, y un bombardeo indirecto con obuses desde la carretera sobre los afloramientos rocosos —teóricamente posible, aunque nunca tuvo lugar—probablemente tampoco habría tenido mucho éxito.
En víspera de la guerra, la obra quedaba preparada para aguantar fuego enemigo, tanto de armas ligeras como del tipo de cañones que se podían acercar a esta posición. Además contaba con una excavación interna («garganta») extendida tras un puente plegable (que se abría cayéndose, facilitando una rápida entrada de las tropas defensivas). Todos estos elementos aún se conservan en la actualidad, incluida la estructura principal de dos pisos, intramuros, que contaba con varias casamatas diseñadas para albergar y operar los ocho cañones con los que estaba dotado el fuerte (todos ellos M. 94 de 8 cm, especialmente adaptados a partir del Panzerzug Gromobój); si bien dos de ellos se cedieron al fuerte de Gomagoi (llamado, del mismo modo, óbice/barrera de Gomagoi) al comienzo de la contienda. En el piso inferior había dos casamatas individuales y en el superior dos dobles, con lo que se podría defender la posición con fuego defensivo que cubría la totalidad del campo de visión.
Además de las casamatas, la estructura de dos pisos contaba con salas de suministros. El agua potable se extraía de un arroyo que pasa por debajo de la fortificación.

Imágenes de piezas de artillería y defensas del fuerte
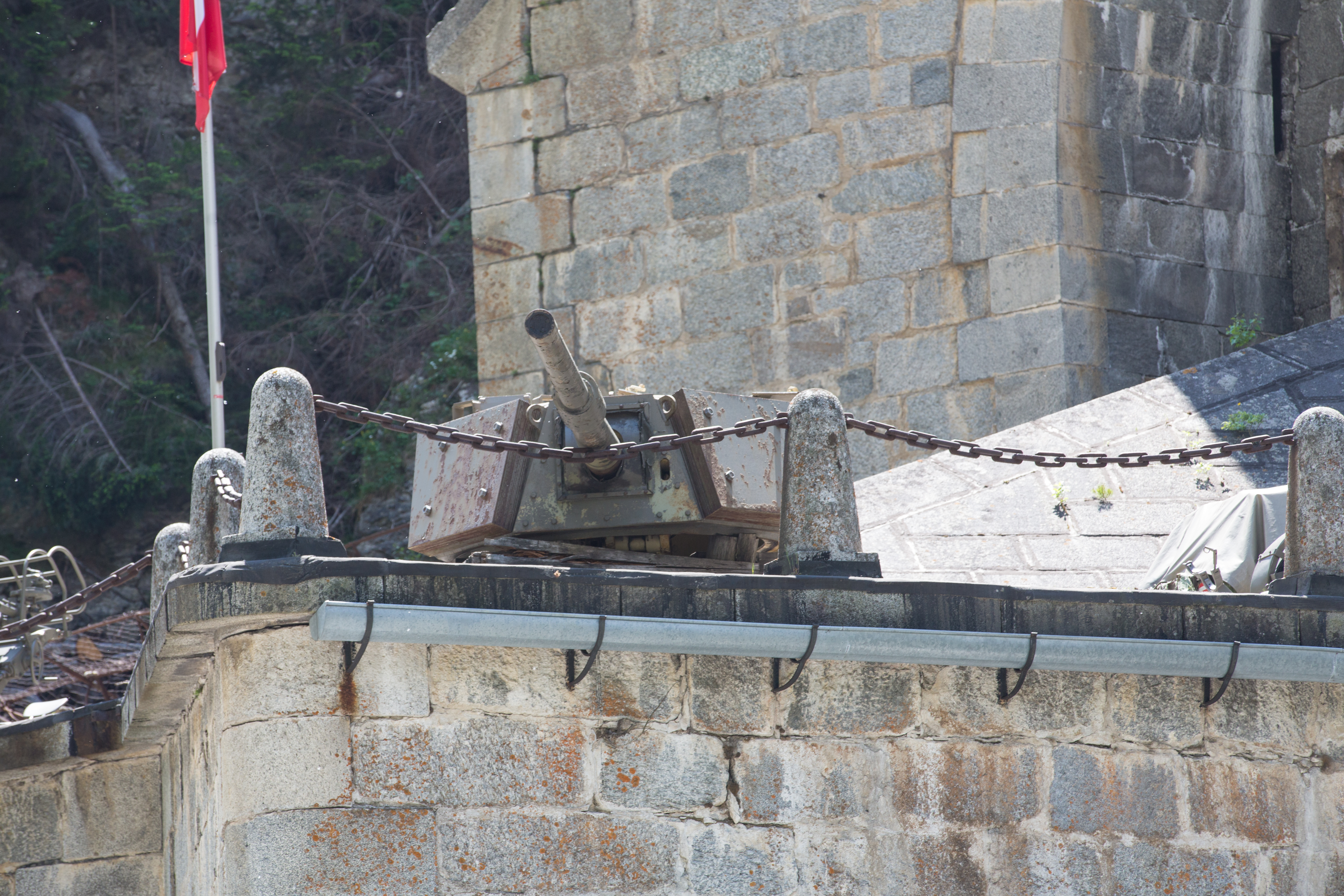
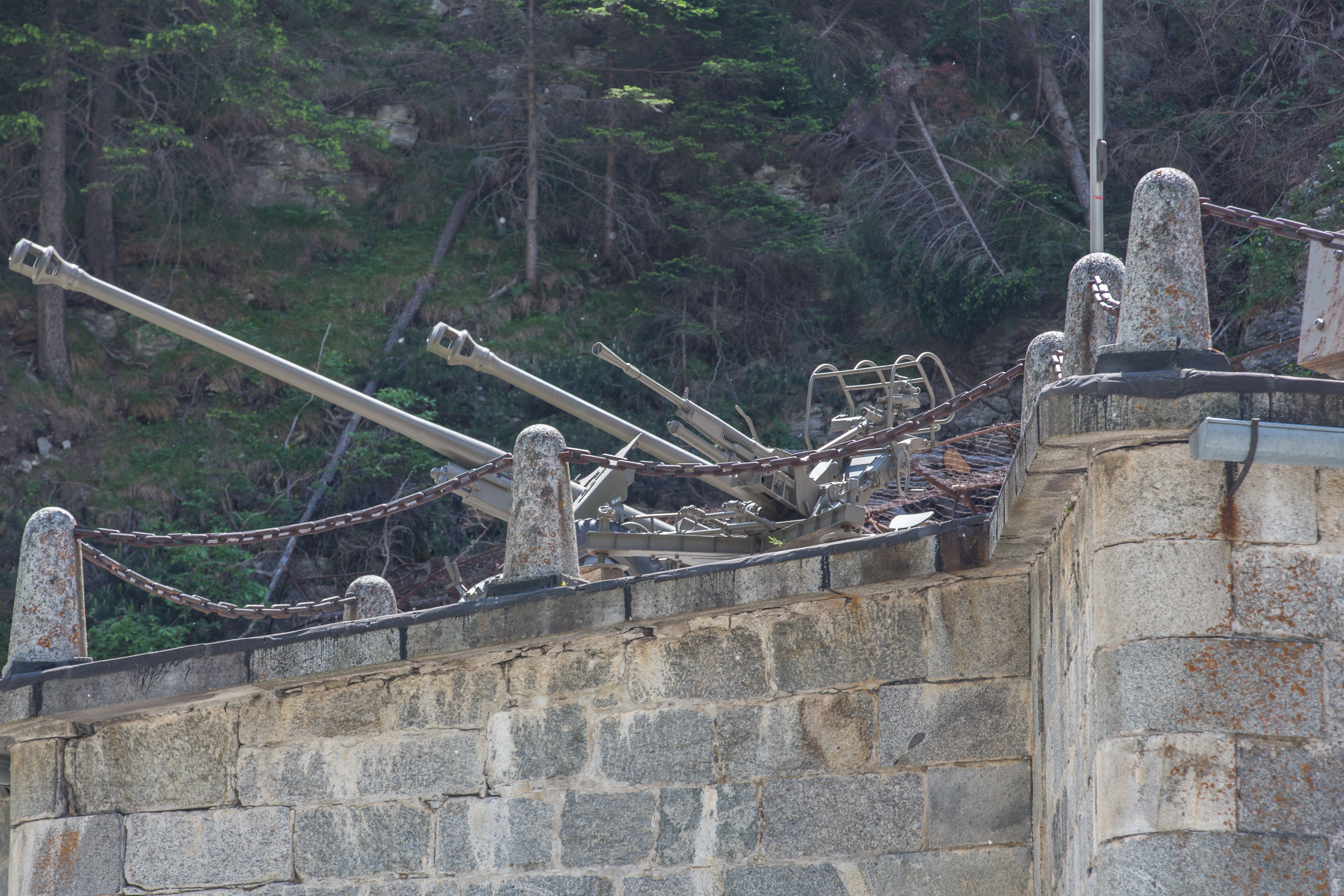
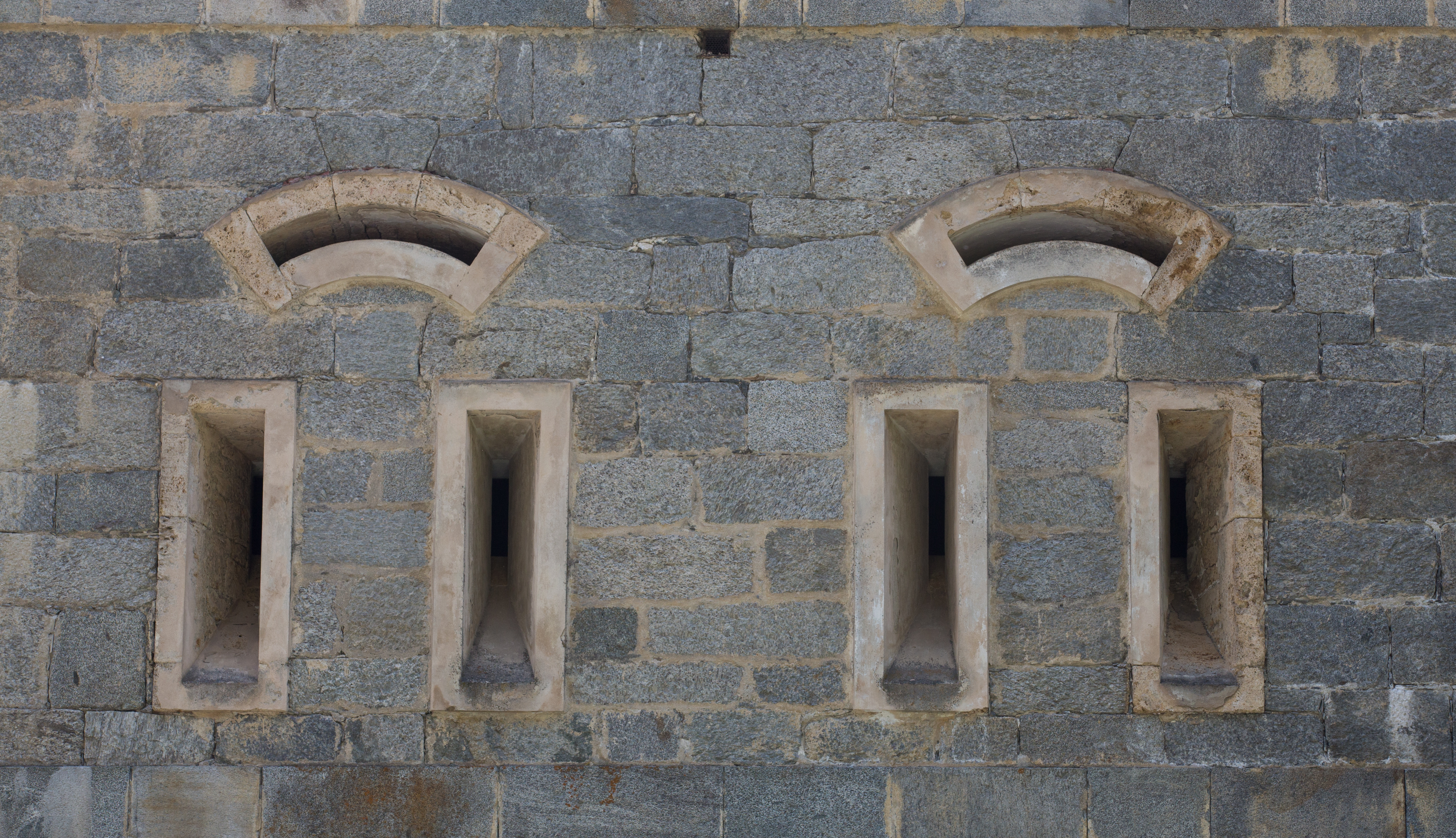
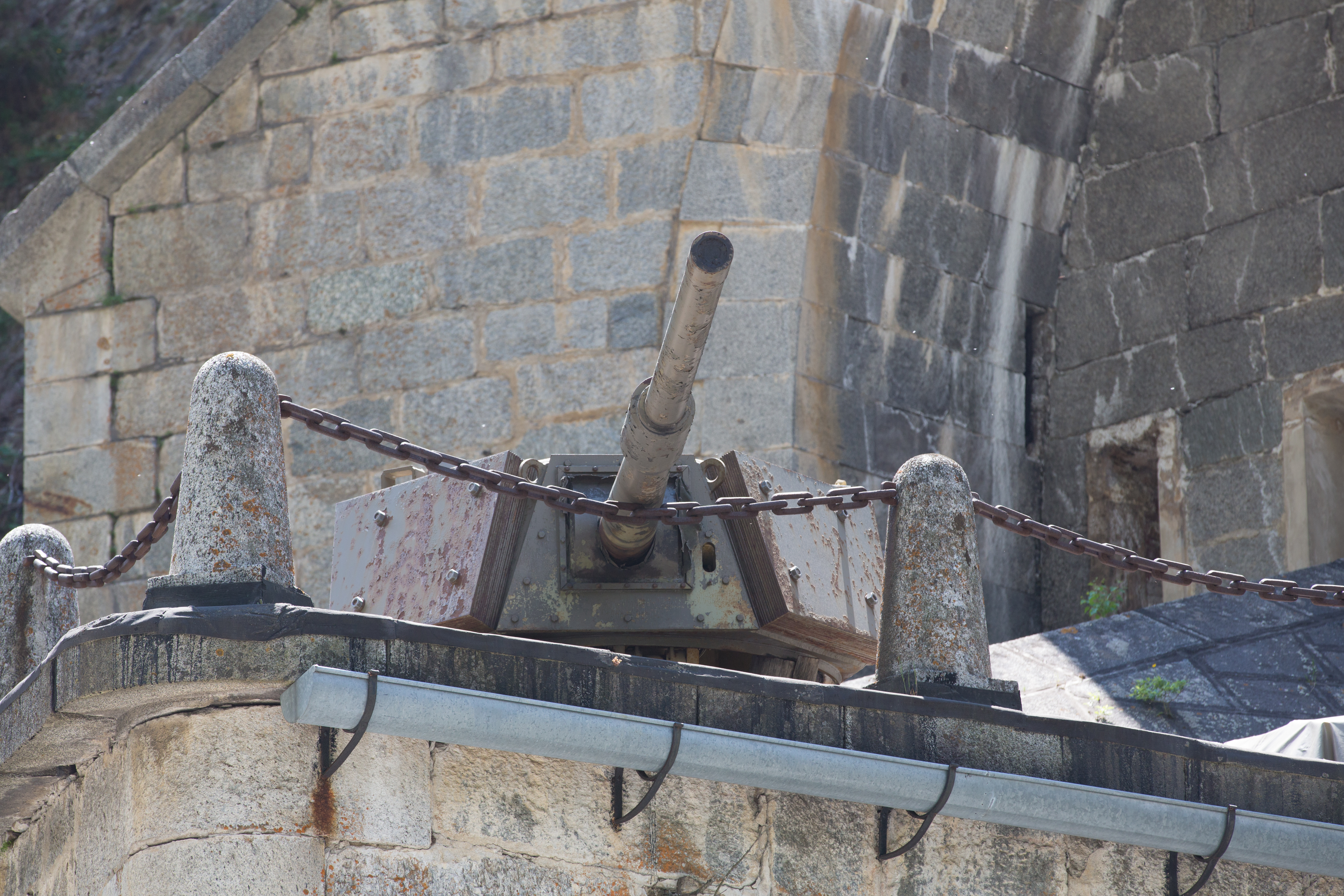
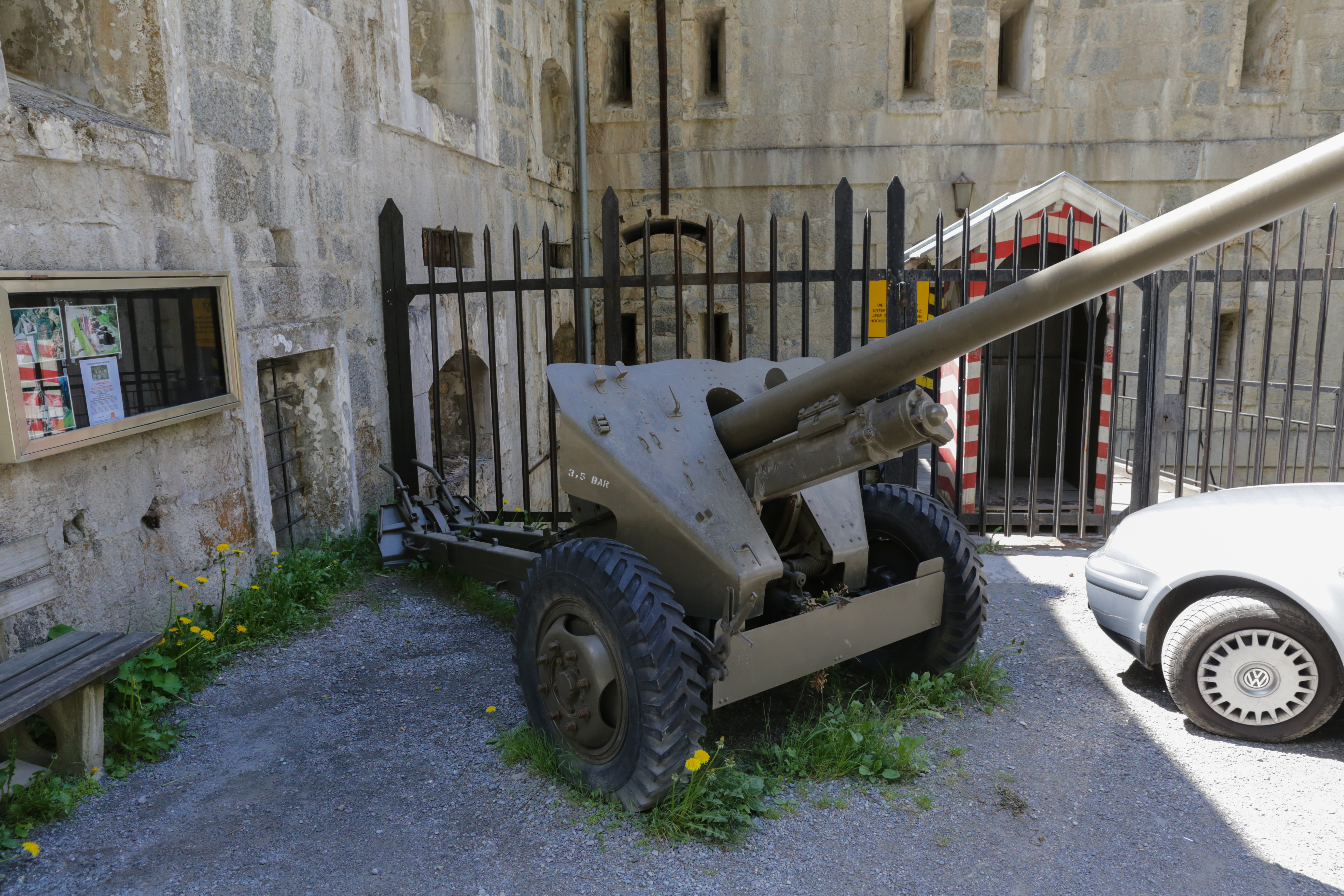

## Posteriormente
El fuerte de Nauders no tuvo papel defensivo durante la Segunda Guerra Mundial, pues ya se consideraba anticuado para la época (el paso de Finstermünz tampoco fue objetivo militar tras el Anschluss). Después de la guerra, las fuerzas de ocupación francesas en el Tirol utilizaron la estructura como depósito de provisiones.
En los años 1970, el Ejército austriaco renunció utilizar el lugar con fines militares, cediéndolo a las autoridades locales, que más tarde lo entregarían a una asociación de conservación local creada a este fin. Aunque durante esa época, otras instalaciones defensivas de la región formaban parte de la llamada Raumverteidigung (defensa del espacio vital austríaco), Nauders, por su posición poco alcanzable, no formaba parte de este concepto.

### Actualidad
A principios del siglo XXI se realizaron trabajos de renovación en el fuerte, en el marco del proyecto de Interreg denominado Mejoras culturales, históricas y turísticas de edificios importantes en Terra Raetica: castillo de Lichtenberg y fortaleza de Nauders. Se centró sobre todo en la rehabilitación integral de los techos, que habían presentado un continuo deterioro a lo largo de los años, sufriendo de goteras y desprendimiento de material y pintura. Aquello propiciaba que el interior del complejo se volviera cada vez más húmedo, poniendo en peligro tanto la integridad de la estructura como las exhibiciones que alberga.
En la actualidad, el fuerte está gestionado por la Asociación del Museo de Nauders, que además se encarga del Museo del Tanque a unos 180 metros hacia el sur (en línea directa; unos 280 metros en carretera). En este último se exponen blindados de la Primera Guerra Mundial, tanto de los Aliados como de las Potencias Centrales, en el lugar preciso donde fueron alcanzados por fuego enemigo e inhabilitados. El museo ofrece también visitas guiadas por la zona.

Vistas en torno al fuerte de Nauders
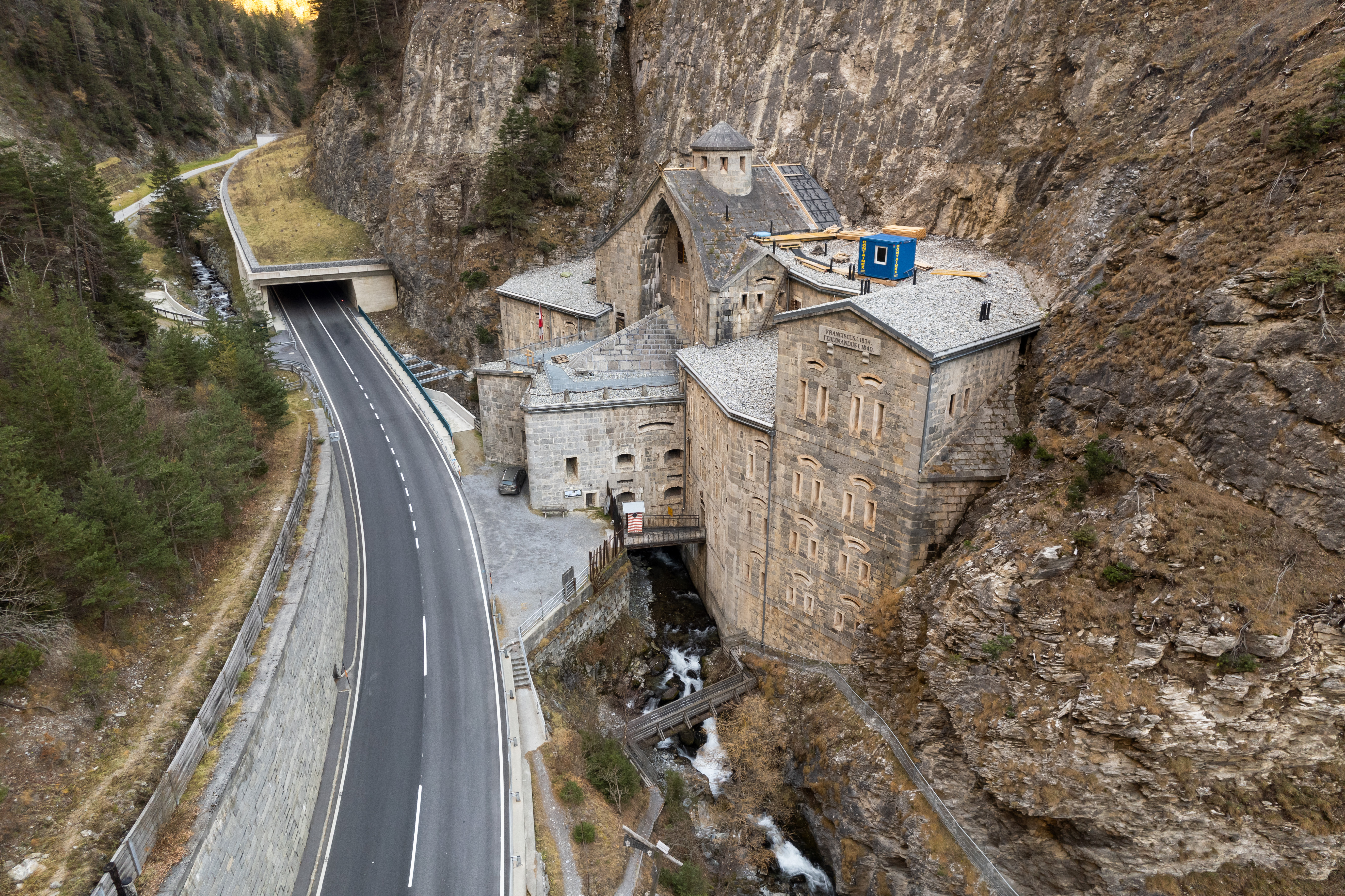
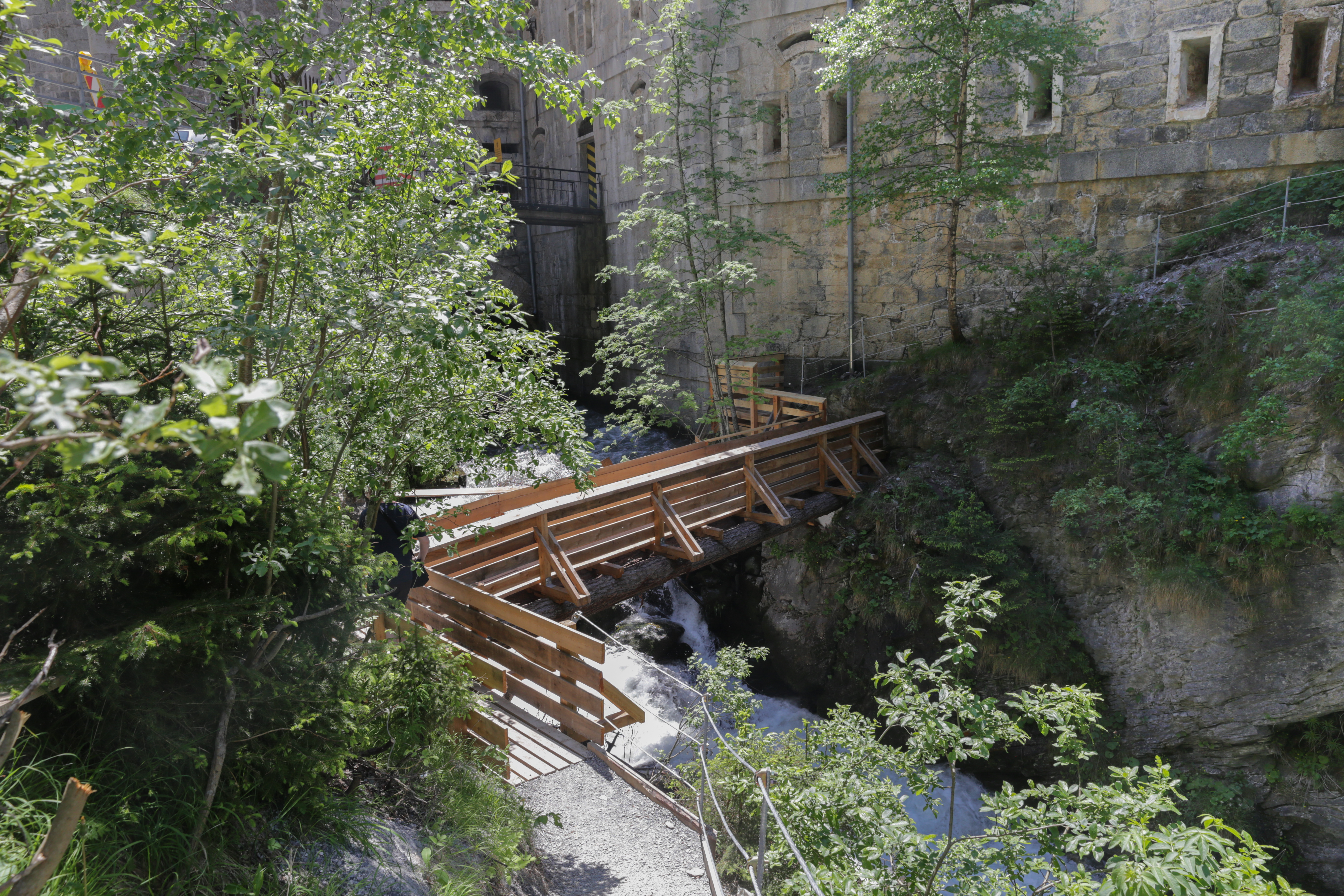
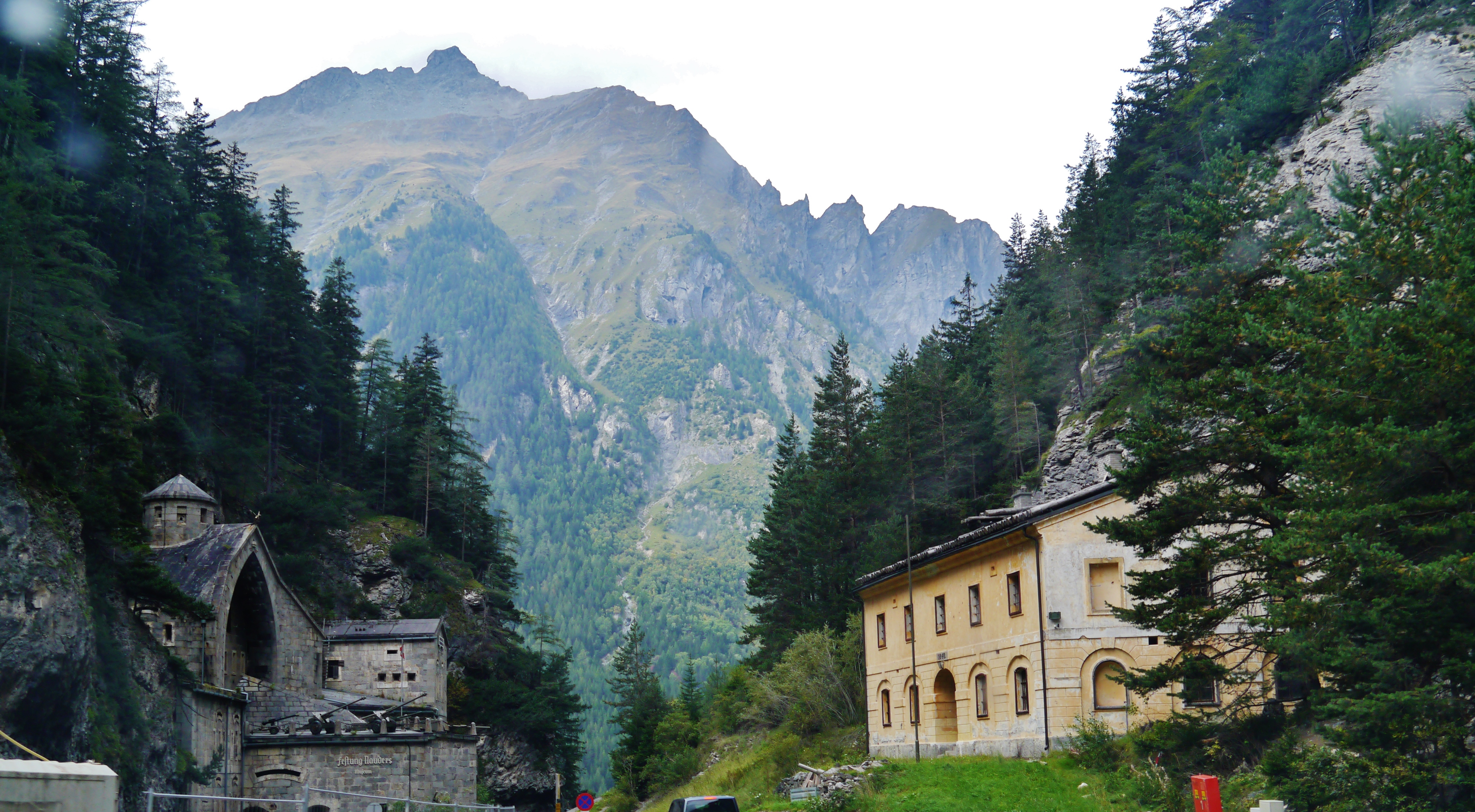